# Lubieszewo (Złocieniec)
Lubieszewo (deutsch Güntershagen) ist ein Dorf in der polnischen Woiwodschaft Westpommern. Es gehört zur Gmina Złocieniec (Gemeinde Falkenburg) im Powiat Drawski (Dramburger Kreis).

## Geographie
Das Dorf liegt in Hinterpommern, an der Ostseite des Großen Lübbesees, etwa 35 km südöstlich der Stadt Łobez (Labes), 13 km südsüdöstlich der Stadt Dramburg (Drawsko Pomorskie) und 8 km südöstlich des Dorfs Gudowo (Baumgarten), ebenfalls am Lübbesee gelegen.
Der Lübbesee erstreckt sich über 13,5 km in Richtung von Nordwest nach Südost, liegt auf einer Höhe von 90 m über N.N. und ist 14,33 km² groß.

## Geschichte

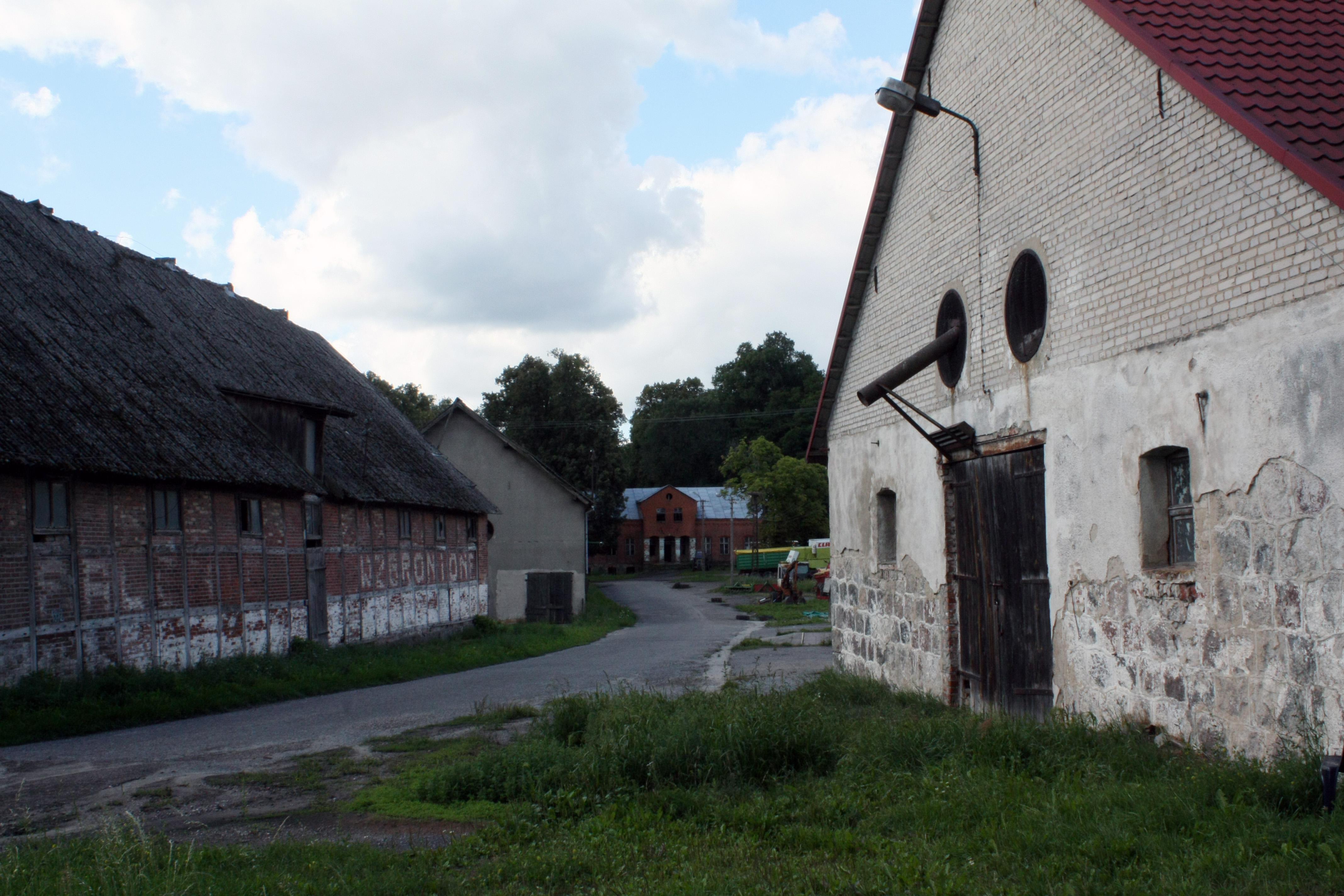
Dorfstraße (2013)

Im Landbuch von 1337 wird das Dorf, das zur Vogtei Falkenburg gehörte, unter dem Namen Guntershagen erwähnt.  Günter von Güntersberg erbaute hier eine Burg,  die zum zweiten Familiensitz der Güntersberg in diesem Raum wurde.  Geleisteter getreuer Dienste wegen belehnen am 23. Januar 1503 Kurfürst Joachim und Markgraf Albrecht den Ritter Kerstian Borck und dessen Neffen Wolffgank Borck unter anderem mit dem vierten Teil vom Dorf Gunterßhagen, dem Kirchlehen, den Vikarien, nebst Zubehör.
Das Domänen-Vorwerk Günterhagen und das zugehörige Domänen-Vorwerk Grünhof, die bis 1850 zum Amt Sabin gehört hatten, wurden am 23. September 1863 von Johannis 1864 ab auf 18 Jahre zur Pacht angeboten. Die Pachtung des Vorwerks Güntershagen berechtigte zugleich zur fiskalischen Nutzung des Großen Lübbesees. Für das Vorwerk Güntershagen und den Lübbesee wurde die jährliche Mindestpachtgebühr auf 2120 Taler festgesetzt, für das Vorwerk Grünhof auf 570 Taler, zusammen 2690 Taler.
Im Jahr 1865 war in der Landgemeinde Günterhagen eine Grundsteuer in Höhe von 241 Reichstalern, 26 Silbergroschen und vier Pfennigen erhoben worden. 1875 hatte das Dorf Günterhagen 66, die Domäne Günterhagen fünf Wohnhäuser.
Die Domäne, einschließlich des Lübbesees und des Vorwerks Grünhof, hatte 1884 ein Flächengröße von 5944 Hektar und war an den Oberamtmann Voigt verpachtet. Pächter des im Besitz des Fiskus befindlichen Guts war 1896 Oberamtmann Koch.
Am 1. April 1927 hatte die Domäne Güntershagen eine Flächengröße von 4675 Hektar, und am 16. Juni 1925 beherbergte sie 114 Einwohner.
Die Gemarkung der Landgemeinde Güntershagen hatte um 1930 eine Fläche von 42 km². Im Gemeindegebiet standen insgesamt 81 bewohnte Wohnhäuser an 13 verschiedenen Wohnstätten:
1. Düpt
2. Güntershagen
3. Johannenthal
4. Klingenspring
5. Marienhof
6. Schulzenwerder
7. Techmann
8. Vier
9. Vorwerk Grünhof
10. Waldarbeitergehöft Hermannsfelde
11. Waldarbeitergehöft Schönfeld
12. Waldarbeitergehöft Springmühle
13. Walkmühle

Güntershagen hatte 1935 unter anderem zwei Gasthöfe, eine Niederlassung der Spar- und Darlehnskasse, eine Mühle sowie verschiedene Einzelhändler und Handwerksbetriebe.
Im Jahr 1945 gehörte das Dorf Güntershagen zum Kreis Dramburg im Regierungsbezirk Köslin der preußischen Provinz Pommern des Deutschen Reichs. Güntershagen war Sitz des  Amtsbezirks Güntershagen.
Gegen Ende des Zweiten Weltkriegs wurde die Region Anfang März 1945 von der Roten Armee besetzt. Nach Beendigung der Kampfhandlungen wurde Güntershagen zusammen mit ganz Hinterpommern seitens der sowjetischen Besatzungsmacht der Volksrepublik Polen zur Verwaltung überlassen. Danach begann die Zuwanderung polnischer Zivilisten. Das Dorf Güntershagen wurde unter der Ortsbezeichnung ‚Lubieszewo‘ verwaltet. In der Folgezeit wurde die einheimische Bevölkerung von der polnischen Administration aus Güntershagen und dem Kreisgebiet vertrieben.

### Demographie
| Jahr | Einwohner | Anmerkungen |
| ---- | --------- | --- |
| 1801 | 311       | Dorf und Amtssitz-Vorwerk, mit zwei Lehnschulzen, 16 Bauernstellen, drei Kossäten, drei Büdnern, 21 Einliegern, zwei Fischern, einer Schmiede, einer Wassermühle, einem Krug, einem Amtsvorwerk (mit einem Areal von 1411 Morgen), einer Mutterkirche und 42 Feuerstellen (Haushaltungen), im Besitz des Domänenamts Sabin (Amtssitz) |
| 1818 | 397       | königliches Kirchdorf (Filiale des Kirchspiels von Baumgarten) und Amtssitz, Besitz des Domänenamts Sabin |
| 1825 | 415       | Amtsdorf am Großen Lübbesee, mit Sitz des Domänenamts Sabin, mit dem Vorwerk Vier, der Schäferei Grünhof und einer Wassermühle. |
| 1852 | 721       | Dorf |
| 1864 | 823       | am 3. Dezember, davon 52 im Gutsbezirk (königl. Domäne) und 771 im Gemeindebezirk |
| 1867 | 844       | am 3. Dezember, davon 713 im Dorf und 131 im Gutsbezirk |
| 1871 | 844       | am 1. Dezember, davon 696 im Dorf (690 Evangelische und sechs Juden) und 148 im Gutsbezirk (sämtlich Evangelische) |
| 1885 | 668       | am 1. Dezember, davon 551 im Dorf (sämtlich Evangelische) und 117 im Gutsbezirk (sämtlich Evangelische) |
| 1890 | 664       | am 1. Dezember, davon 553 im Gemeindebezirk und 111 im Gutsbezirk |
| 1910 | 622       | am 1. Dezember, davon 499 im Gemeindebezirk und 123 im Gutsbezirk |
| 1925 | 535       | darunter 525 Evangelische und zehn Katholiken nach anderen Angaben 483 Einwohner |
| 1933 | 509       | [ 24 ] |
| 1939 | 500       | [ 24 ] |

## Kirche

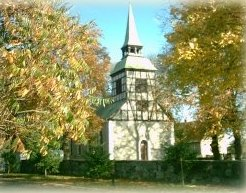
Dorfkirche (2005), bis 1945 Gotteshaus der evangelischen Gemeinde Güntershagen

Die bis 1945 anwesende Bevölkerung war mit wenigen Ausnahmen evangelisch. Die Dorfkirche war eine Filiale des Kirchspiels von Baumgarten. Der Bestand an Kirchenbüchern reichte bis ins Jahr 1795 zurück.
Die nach Kriegsende zugewanderte polnische Bevölkerung ist größtenteils römisch-katholisch.